# Puerto con el embarque de la Reina de Saba
Puerto con el embarque de la Reina de Saba es un cuadro realizado al óleo sobre lienzo por el pintor francés Claude Lorrain. Mide 148 cm de alto y 194 cm de ancho. Fechado en 1648, actualmente se encuentra en la National Gallery de Londres.
Esta obra fue realizada para el cardenal Camillo Pamphili, sobrino del papa Inocencio X, pero poco antes de su entrega se produjo el escándalo de su renuncia a los hábitos para casarse con Olimpia Aldobrandini, hecho por el cual tuvo que exiliarse durante cuatro años, por lo que finalmente el cuadro fue vendido al duque de Bouillon, general de la armada pontificia. En la base del cuadro puede leerse: CLAVDE GELE I V FAICT POUR SON ALTESSE LE DUC DE BVILLON A ROMAE 1648.

## Descripción
Especializado en el paisaje, de ambientación frecuentemente religiosa o mitológica, Lorrain tenía una visión idealizada del paisaje, donde el culto a la Antigüedad, la serenidad y placidez de mar y cielo, del sol, de las figuras, reflejan un espíritu evocador, idealizador de un pasado mítico, perdido pero recordado en una ideal perfección. Claude recreó frecuentemente en sus obras un tipo de paisaje lírico, con un gusto por los panoramas amplios, los puertos de mar, el análisis de la luz y los recuerdos de un pasado clásico prestigioso. Una de las características principales en la obra de Lorrain es su utilización de la luz, generalmente natural, proveniente del sol, que sitúa en medio de la escena, a menudo —como este caso— en marinas, en escenas situadas en puertos, que sirven de pretexto para dar una cierta acción a la temática figurativa.
La temática escogida para este cuadro gira en torno a la figura mítica de la Reina de Saba, referida en los libros Reyes y Crónicas de La Biblia, el Corán y en la historia de Etiopía, gobernante del Reino de Saba, un antiguo reino en el que la arqueología presume que estaban localizados los territorios actuales de Etiopía y Yemen. Según el Antiguo Testamento, la reina acude a Israel habiendo oído de la gran sabiduría del rey Salomón, quedando tan impresionada por la sabiduría y las riquezas del sabio rey hebreo que se convirtió al monoteísmo, entonando una alabanza al dios Yahvé.

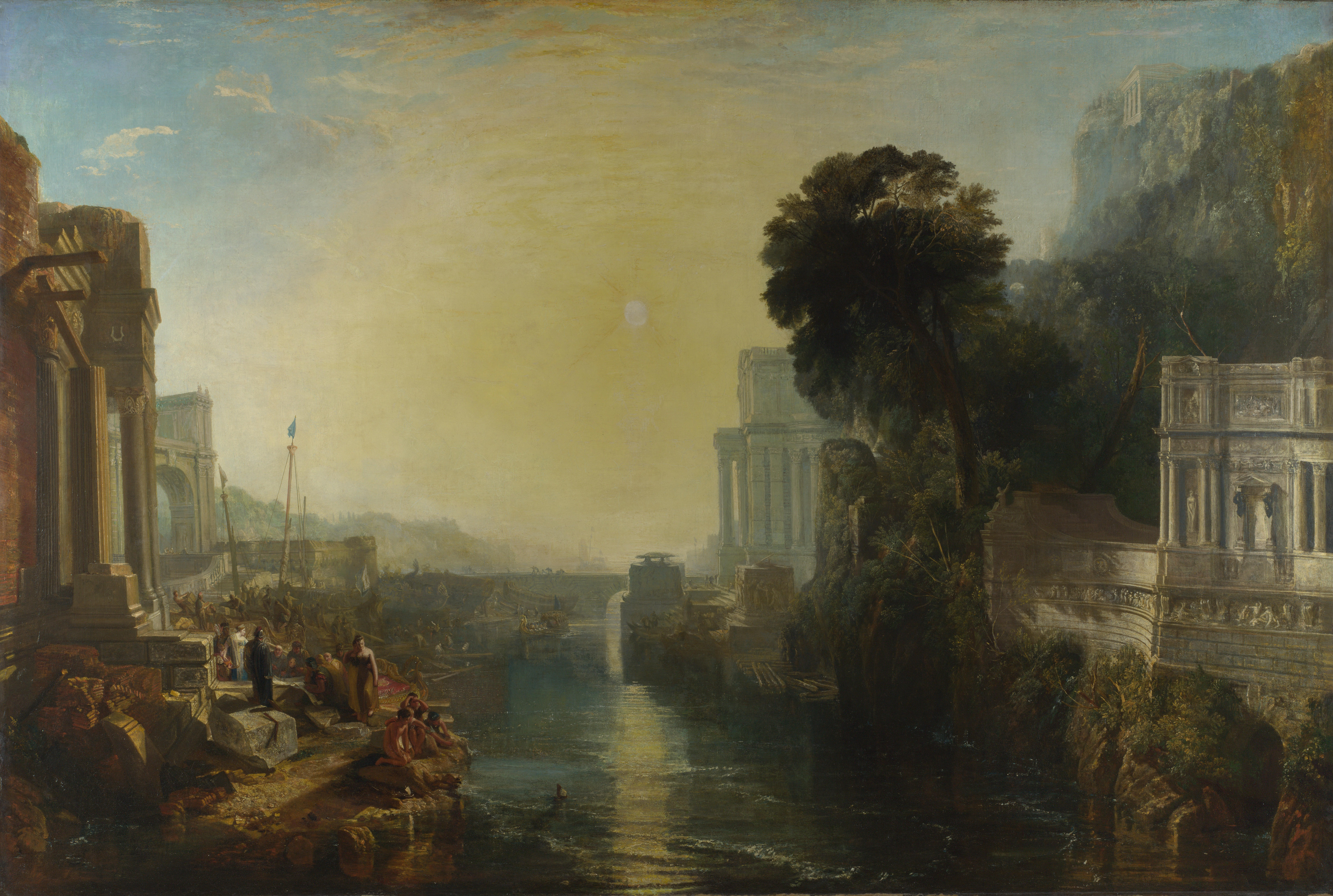
Dido construye Cartago, o el auge del reino cartaginés, de Joseph Mallord William Turner.

Lorrain escogió una escena inusual en la iconografía bíblica, la del viaje de la reina de Saba hacia Israel, componiendo un escenario de aire bucólico, bañado en una espléndida luz de amanecer, situando el sol naciente en el centro del cuadro, en el punto de fuga del horizonte, donde inevitablemente se dirige la mirada del espectador. La escena se enmarca en una arquitectura de tipo clásico, con un puerto repleto de barcos y pequeñas barcas de remos, y numerosas figuras humanas con vestimentas que evocan la tradición greco-romana. El artista puso gran cuidado en todos los detalles del cuadro, destacando las imponentes columnas de orden corintio situadas a la izquierda, el galeón a la espera de recibir a la reina, las operaciones de carga en las barcas -según la leyenda, la reina llevó numerosos regalos a Salomón-, figuras como la de la mujer pobre o el muchacho recostado observando la escena, y la reina de Saba bajando las escaleras en dirección a la barca, vestida de rojo y azul y con una corona de oro.
Sobre la composición, Lorrain empleó la técnica del "repoussoir", una forma de pintar por capas que dan sensación de regresión espacial, de profundidad en el horizonte. El contraste entre la claridad del sol y la oscuridad de las arquitecturas circundantes provocan igualmente un efecto de profundidad del cielo, de perspectiva en fuga. La maestría del artista en matizar los tonos de color consigue de forma magistral esta sensación de profundidad, al ir graduando los colores hacia tonos más fríos conforme se alejan en el espacio. Los colores del alba, conseguidos con distintas gradaciones de amarillo ocre y blanco de titanio, denotan cotas de gran perfección en la plasmación pictórica de la luz, como pocos artistas más del barroco consiguieron hacer, equiparable a la obra de grandes maestros como Velázquez y Vermeer. También es de destacar el cromatismo del mar, en combinaciones de azul índigo y amarillo ocre que proporciona unos tonos verdosos que parecen captar a la perfección el reflejo de la luz sobre la superficie del agua.
Este cuadro formaba pareja (pendant) con Paisaje con la boda de Isaac y Rebeca (1648, National Gallery, Londres).
Sobre este cuadro existe una anécdota famosa relativa al pintor inglés Joseph Mallord William Turner: el artista donó su cuadro Dido construye Cartago, o el auge del reino cartaginés (1815), de similar composición a las típicas de Lorrain, a la National Gallery con la condición de que fuera colgado junto al Puerto con el embarque de la Reina de Saba de Lorrain.